# Kreisschwingsieb
Ein Kreisschwingsieb, oft auch Kreisschwinger genannt, wird zur Klassierung von mittel- bis grobkörnigen Schüttgütern (5,0 bis 100 mm), zur Schutzabsiebung aber auch für Entwässerungsaufgaben eingesetzt. Sie stellen eine vielseitige Lösung für unterschiedliche Siebaufgaben dar.
Bei Kreisschwingern handelt es sich um Siebmaschinen mit indirekter Erregung der Siebgewebe. Der ganze Siebrahmen wird durch Unwuchtmassen bewegt, die eine kreisförmig umlaufende Schwingung erzeugen. Dadurch sind nur geringe Beschleunigungen des Siebgutes möglich. Aus diesem Grund eignen sich Kreisschwingsiebe vornehmlich für Trennungen im Mittel- bis Grobkornbereich. Die ungerichteten Schwingungen des Kreisschwingsystems haben einen steilen Abwurfwinkel, so dass die Siebfläche zusätzlich geneigt werden muss, damit eine ausreichende Transportgeschwindigkeit erzielt wird. Untersuchungen zeigen, dass bei einem Winkel von 15° bis 30° die optimale Neigung eines Kreisschwingers erreicht ist.